# لو آدم
لو آدم (بالهولندية: Law Adam)‏ (و. 1908 – 1941 م) هو لاعب كرة قدم، من مملكة هولندا، ولد في الهند الشرقية الهولندية، يلعب كمهاجم، توفي في الهند الشرقية الهولندية، عن عمر يناهز 33 عاماً.

## روابط خارجية
- لو آدم على موقع قاعدة بيانات كرة القدم.إي يو (الإنجليزية)
- لو آدم على موقع ناشيونال فوتبول تيمز (الإنجليزية)
- لو آدم على موقع عالم كرة القدم.نت (الإنجليزية)